# Região Geográfica Intermediária de Belo Horizonte
A Região Geográfica Intermediária de Belo Horizonte é uma das treze regiões intermediárias do estado brasileiro de Minas Gerais e uma das 133 regiões intermediárias do Brasil, criadas pelo Instituto Brasileiro de Geografia e Estatística (IBGE) em 2017. É composta por 74 municípios, distribuídos em cinco regiões geográficas imediatas.
Sua população total estimada pelo Instituto Brasileiro de Geografia e Estatística (IBGE) para 1º de julho de 2018 é de 6 237 890 de habitantes, distribuídos em uma área total de 40 768,239 km².
Belo Horizonte é o município mais populoso da região intermediária, além de ser capital do estado, com 2 501 576 habitantes, de acordo com estimativas de 2018 do Instituto Brasileiro de Geografia e Estatística (IBGE).

## Regiões geográficas imediatas
| Região geográfica imediata                             | Municípios | População Estimativa 2018 | Área (km²) |
| ------------------------------------------------------ | --- | ------------------------- | ---------- |
| Região Geográfica Imediata de Belo Horizonte           | Belo Horizonte Betim Brumadinho Caeté Confins Contagem Esmeraldas Florestal Ibirité Igarapé Jaboticatubas Juatuba Lagoa Santa Mário Campos Mateus Leme Moeda Nova Lima Nova União Pedro Leopoldo Raposos Ribeirão das Neves Rio Acima Sabará Santa Luzia São Joaquim de Bicas São José da Lapa Sarzedo Taquaraçu de Minas Vespasiano | 5 233 283                 | 7 744,207  |
| Região Geográfica Imediata de Sete Lagoas              | Araçaí Baldim Cachoeira da Prata Caetanópolis Capim Branco Conceição do Mato Dentro Congonhas do Norte Cordisburgo Fortuna de Minas Funilândia Inhaúma Jequitibá Matozinhos Morro do Pilar Paraopeba Prudente de Morais Santana de Pirapama Santana do Riacho Sete Lagoas                                                            | 410 168                   | 9 043,748  |
| Região Geográfica Imediata de Santa Bárbara-Ouro Preto | Barão de Cocais Catas Altas Itabirito Mariana Ouro Preto Santa Bárbara | 253 873                   | 4 247,369  |
| Região Geográfica Imediata de Curvelo                  | Augusto de Lima Buenópolis Corinto Curvelo Felixlândia Inimutaba Monjolos Morro da Garça Presidente Juscelino Santo Hipólito Três Marias | 184 886                   | 15 628,471 |
| Região Geográfica Imediata de Itabira                  | Bom Jesus do Amparo Carmésia Ferros Itabira Itambé do Mato Dentro Passabém Santa Maria de Itabira Santo Antônio do Rio Abaixo São Sebastião do Rio Preto | 155 680                   | 4 104,444  |
| Total                                                  | 74 | 6 237 890                 | 40 768,239 |